# Rapšach
Rapšach – wieś i gmina w Czechach, w powiecie Jindřichův Hradec, w kraju południowoczeski. Według danych z dnia 1 stycznia 2024 liczyła 624 mieszkańców.